# Random House
Random House este o editură americană de carte, una dintre cele mai mari edituri de cărți de interes general din lume. Compania are o mulțime de subsidiare gestionate independent în toată lumea. Este parte din grupul editorial Penguin Random House, care este deținut de conglomeratul media german Bertelsmann.

## Istoric

### Istoria timpurie
Random House a fost fondată în 1927 de către tinerii editori americani Bennett Cerf și Donald Klöpfer, la doi ani după ce au achiziționat marca editorială Modern Library de la editorul Horace liveright, care reedita opere clasice ale literaturii. Cerf ar fi spus cu acest prilej: „Tocmai am spus că avem de gând să publicăm câteva cărți la întâmplare”, ceea ce a sugerat numele Random House. În anul 1934 ei au publicat prima ediție autorizată a romanului Ulise al lui James Joyce în lumea anglofonă.
Ulise a lansat într-adevăr Random House. ... Random House a devenit o editură formidabilă în următoarele două decenii. În 1936 ea a absorbit firma lui Smith și Haas - Robert Haas a devenit cel de-al treilea partener până când s-a retras și a vândut înapoi partea sa de acțiuni lui Bennett și Donald în 1956 - ceea ce i-a adus autori precum Faulkner, Isak Dinesen, André Malraux, Robert Graves și Jean de Brunhoff, care a scris cărțile pentru copii cu Babar. Random House i-a angajat pe legendarii redactori Harry Maule, Robert Linscott și Saxe Commins, iar ei au adus autori ca Sinclair Lewis și Robert Penn Warren.
Editurile americane Alfred A. Knopf, Inc. și Pantheon Books au fost achiziționate de Random House în 1960 și respectiv 1961; cărțile au continuat să fie publicate sub aceste mărci cu independență editorială, cum este cazul colecției Everyman's Library de reeditări din literatura clasică.
În 1965 corporația RCA a cumpărat Random House ca parte a unei strategii de diversificare și mai târziu a vândut-o către compania media Advance Publications în 1980.
În 1988 Random House a achiziționat editura Crown Books. Tot în același an, McGraw-Hill a cumpărat divizia de cărți educaționale a editurii Random House Inc.

### Achiziționarea de către Bertelsmann
În 1998 conglomeratul media german Bertelsmann AG a cumpărat Random House și a fuzionat-o cu Bantam Doubleday Dell și curând a devenit o editură globală. Editura s-a extins tot mai mult și în 1999 a cumpărat editorul de audiobook-uri pentru copii Listening Library.

### Fuziunea cu Penguin
În octombrie 2012 Bertelsmann a intrat în discuții cu conglomeratul rival Pearson plc cu privire la posibilitatea fuzionării editurilor lor, Random House și Penguin Group. Fuziunea a fost finalizată la data de 1 iulie 2013, iar noua companie a fost numită Penguin Random House. Bertelsmann deține 75% din joint-venture, în timp ce Pearson deține 25%. La momentul achiziției, cele două companii controlau 25% din comerțul de carte și aveau mai mult de 10.000 de angajați, 250 de mărci independente și venituri anuale de aproximativ 3,9 miliarde $. această mișcare de consolidare i-a oferit un avantaj în competiția cu Amazon.com și a oprit reducerea numărului de librării.

## Organizare

### Sediu
Sediul principal al editurii din Statele Unite ale Americii este situat pe 1745 Broadway în Manhattan, la 208 metri de Random House Tower, care a fost finalizat în 2009 și acoperă întreaga parte vestică a blocului situat între West 55th Street și West 56th. Holul său conține vitrine de sticlă din plafon până la tavan umplute cu cărți publicate de numeroasele mărci ale companiei. Adresele anterioare au fost: 457 Madison Avenue, New York 22, NY; 20 East 57th Street, New York 22, NY; and 201 East 50th Street, New York, NY 10022.

## Vezi și
- Ballantine Books
- Categorie:Cărți Random House

## Legături externe
- Site-ul oficial
- Mary H. Munroe (2004). „Bertelsmann Timeline”. The Academic Publishing Industry: A Story of Merger and Acquisition. Arhivat din original la 7 iunie 2010.